# Rudolf von Merkl

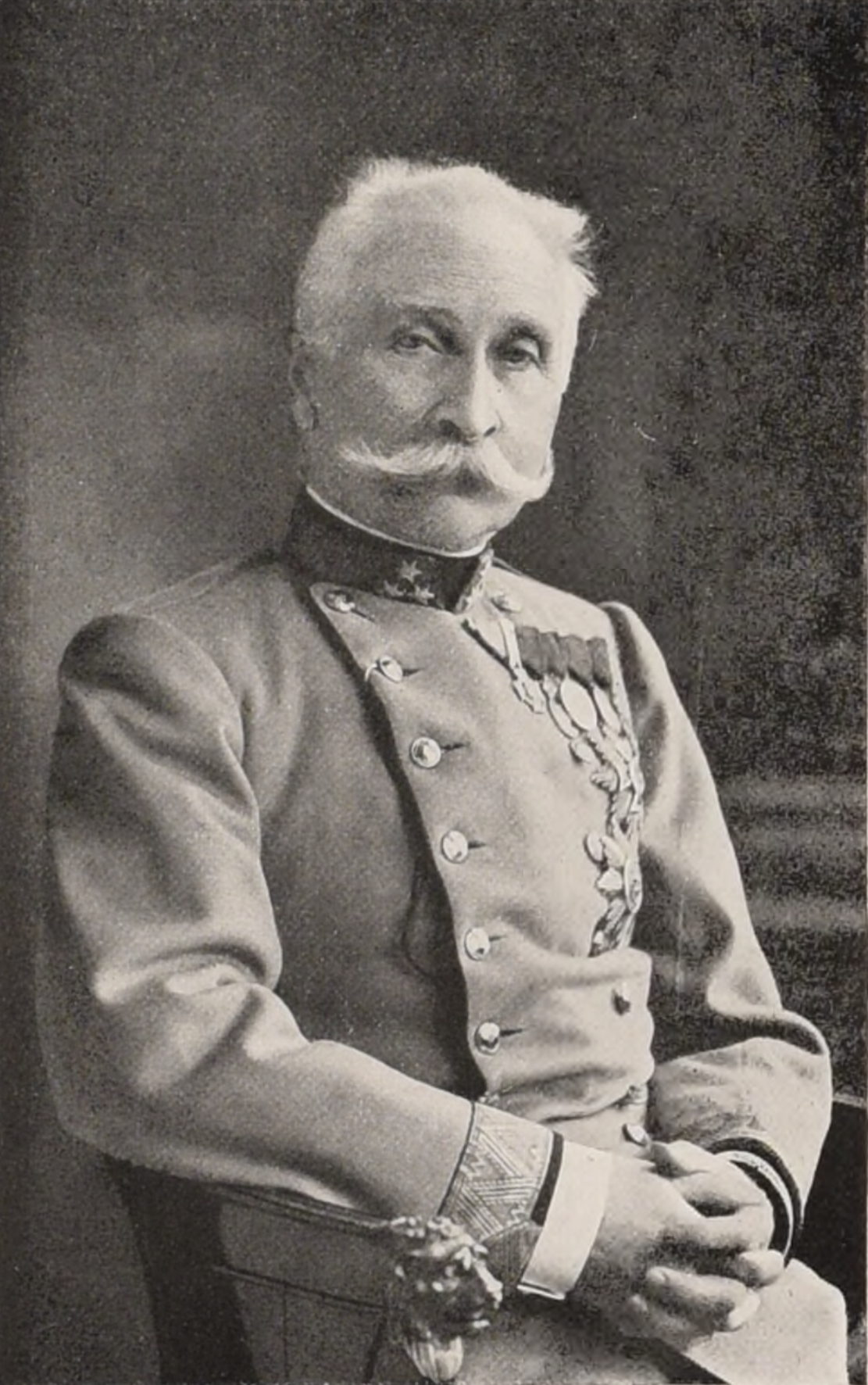

Freiherr Rudolf von Merkl (* 28. März 1831 in Wien; † 22. Jänner 1911 ebenda) war ein österreichischer General und 1893 kurzzeitig Kriegsminister von Österreich-Ungarn.
1849 trat Merkl ins Militär ein und war 1866 im Deutschen Krieg in Venedig als Generalstabsoffizier im Einsatz. Seit 1872 Leiter der 5. Abteilung im Reichskriegsministerium, war er verantwortlich für die Vorbereitung des Okkupationsfeldzuges 1878 in Bosnien und der Herzegowina. 
1885 bis 1888 fungierte Merkl als Sektionschef im k. u. k. Kriegsministerium, von 5. August 1893 bis 23. September 1893 interimistisch als k. u. k. gemeinsamer Kriegsminister. Er wurde am Hietzinger Friedhof bestattet.